# Cosima Henman

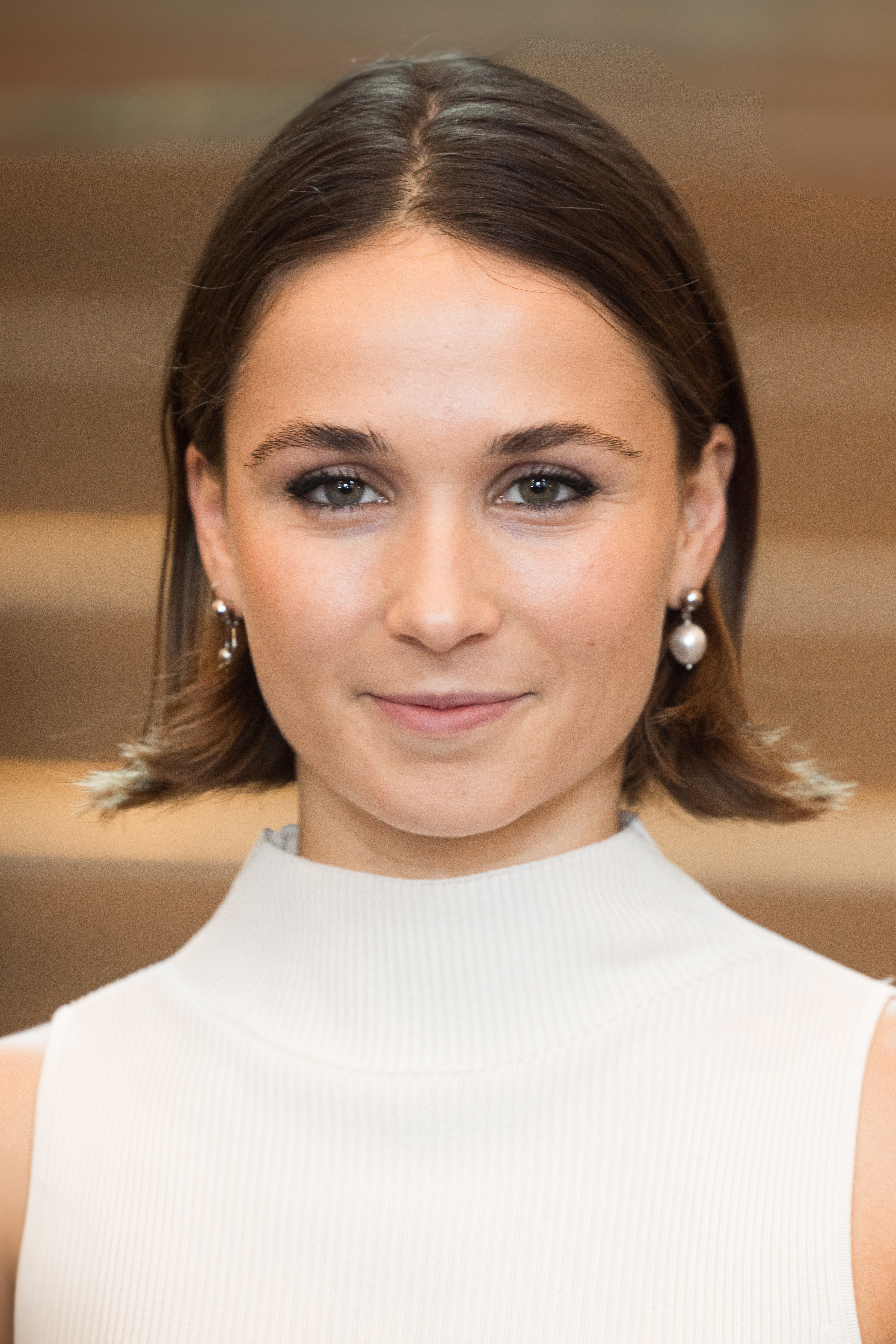
Cosima Henman, 2024

Cosima Henman (Keulen, 21 december 1996) is een Duitse actrice. Haar eerste rol was die van Catrina in de film Teufelskicker geregisseerd door Granz Herman, gebaseerd op de gelijknamige roman van Frauke Nahrgang. 

## Filmografie
- 2010: Teufelskicker – als Catrina
- 2010: Musikvideo bij Chaos von Apollo 3
- 2014: Nachbarn süß - sauer (tv)[1]
- 2011: Alles was zählt (tv-serie)

- 2015: Marie Brand und das Erbe der Olga Lenau
- 2016–2018: Blockbustaz (tv-serie, 15 afleveringen)
- 2016: Tatort: Wir – Ihr – Sie (tv-reeks)
- 2016: Volltreffer (tv-film)
- 2017: Zwischen den Jahren
- 2017–2019: Der Lehrer (tv-serie, 22 afleveringen)
- 2017: Abi ’97 – gefühlt wie damals
- 2017: Harrys Insel (tv-film)
- 2018: Entdecke die Mandy in dir (tv-film)
- 2018: Bettys Diagnose – Neues Leben
- 2018: Klassentreffen 1.0
- 2018: Löwenzahn – Falke
- 2019: Findher – Pretendher
- 2020: Letzte Spur Berlin – Filippas Welt
- 2021: Extraklasse 2+
- 2021: Dreiraumwohnung
- 2021: Hilfe, ich habe meine Freunde geschrumpft
- 2021: Sugarlove
- 2022: Bulldog
- 2022: SOKO Stuttgart – Mord an Bord
- 2022: Die Tänzerin und der Gangster – Liebe auf Umwegen
- 2022: The Magic Flute – Das Vermächtnis der Zauberflöte
- 2023: Hammerharte Jungs
- 2024: Beasts Like Us (tv-serie)

- 2024: Behringer und die Toten – Ein Bamberg-Krimi
  - Feuerteufel
  - Fuchsjagd
- 2024: Morden im Norden - Unter der Gürtellinie (televisieserie)

## Weblinks
- (en)   Cosima Henman in de Internet Movie Database

- Gemeinsame Normdatei: 106226567X
- Virtual International Authority File: 311703244
- WorldCat: E39PBJj4yjJGbh7QqbGycDdRKd